# Chris Chelios
Chris Chelios (* 25. Januar 1962 als Christos Kostas Tselios in Chicago, Illinois) ist ein ehemaliger US-amerikanischer Eishockeyspieler und derzeitiger -trainer griechischer Abstammung. Zwischen 1983 und 2010 absolvierte er insgesamt über 1900 Spiele für die Canadiens de Montréal, Chicago Blackhawks, Detroit Red Wings und Atlanta Thrashers in der National Hockey League. In dieser Zeit gewann er 1986 mit den Canadiens sowie 2002 und 2008 mit den Red Wings den Stanley Cup. Zudem vertrat er die Nationalmannschaft der USA bei vier Olympischen Winterspielen, gewann dabei im Jahre 2002 die Silbermedaille und errang ferner eine Goldmedaille beim World Cup of Hockey 1996.
Chelios gilt als einer der besten Abwehrspieler seiner Generation, so wurde er dreimal mit der James Norris Memorial Trophy als bester Verteidiger der NHL ausgezeichnet. Darüber hinaus hält er eine Reihe von NHL-Rekorden, so bestritt kein Spieler mehr Playoffs (24) oder Playoff-Spiele (266) als er, während er bis heute der älteste Stanley-Cup-Sieger ist. Außerdem ist er Mitglied der Hockey Hall of Fame, der IIHF Hall of Fame und der United States Hockey Hall of Fame. Seine Trikotnummer 7 wird bei den Blackhawks nicht mehr vergeben. Sein Sohn Jake spielt international für die chinesische Eishockeynationalmannschaft.

## Karriere
Chelios spielte während seiner Juniorenzeit bei den Moose Jaw Canucks in der Saskatchewan Junior Hockey League. Hier konnte der Verteidiger sowohl in der Offensive, aber auch durch seinen robusten Körpereinsatz auf sich aufmerksam machen. Beim NHL Entry Draft 1981 wurde er von den Canadiens de Montréal aus der National Hockey League in der zweiten Runde an 40. Position gezogen, blieb aber erst noch in Moose Jaw und spielte dann für zwei Jahre an der University of Wisconsin–Madison in der Western Collegiate Hockey Association, einer Division im Spielbetrieb der National Collegiate Athletic Association. Anschließend war er die Spielzeit 1984/84 für den US-amerikanischen Eishockeyverband USA Hockey aktiv, um sich intensiv auf die Olympischen Winterspiele 1984 in Sarajevo vorzubereiten.
Erst zum Ende der Saison 1983/84 wurde Chelios erstmals in den NHL-Kader der Canadiens berufen. Nach zwölf Spielen mit lediglich zwei Torvorlagen in der regulären Saison machte er mit zehn Scorerpunkten in 15 Playoff-Spielen auf sich aufmerksam. In seiner ersten vollständigen Spielzeit hinterließ der Verteidiger, der mit 22 Jahren ein verhältnismäßig alter Rookie war, mit 64 Scorerpunkten in 74 Spielen einen großen Eindruck in der Liga. Er wurde ins NHL All-Rookie Team gewählt und hätte in vielen anderen Jahren auch die Calder Memorial Trophy gewinnen können, doch da auch Mario Lemieux in diesem Jahr debütierte, blieb Chelios nur der zweite Platz. In der folgenden Saison 1985/86 gewann er mit den Canadiens seinen ersten Stanley Cup. Herausragend war seine Leistung in der Saison 1988/89, als er ins First All-Star Team der Liga gewählt wurde und als bester Verteidiger der NHL mit der James Norris Memorial Trophy ausgezeichnet wurde. Sieben Spielzeiten blieb er in Montréal und war in seiner letzten Saison auch der erste US-amerikanische Mannschaftskapitän der Canadiens. Im Sommer 1990 wurde Chelios im Tausch für Denis Savard in seine Geburtsstadt zu den Chicago Blackhawks abgegeben.

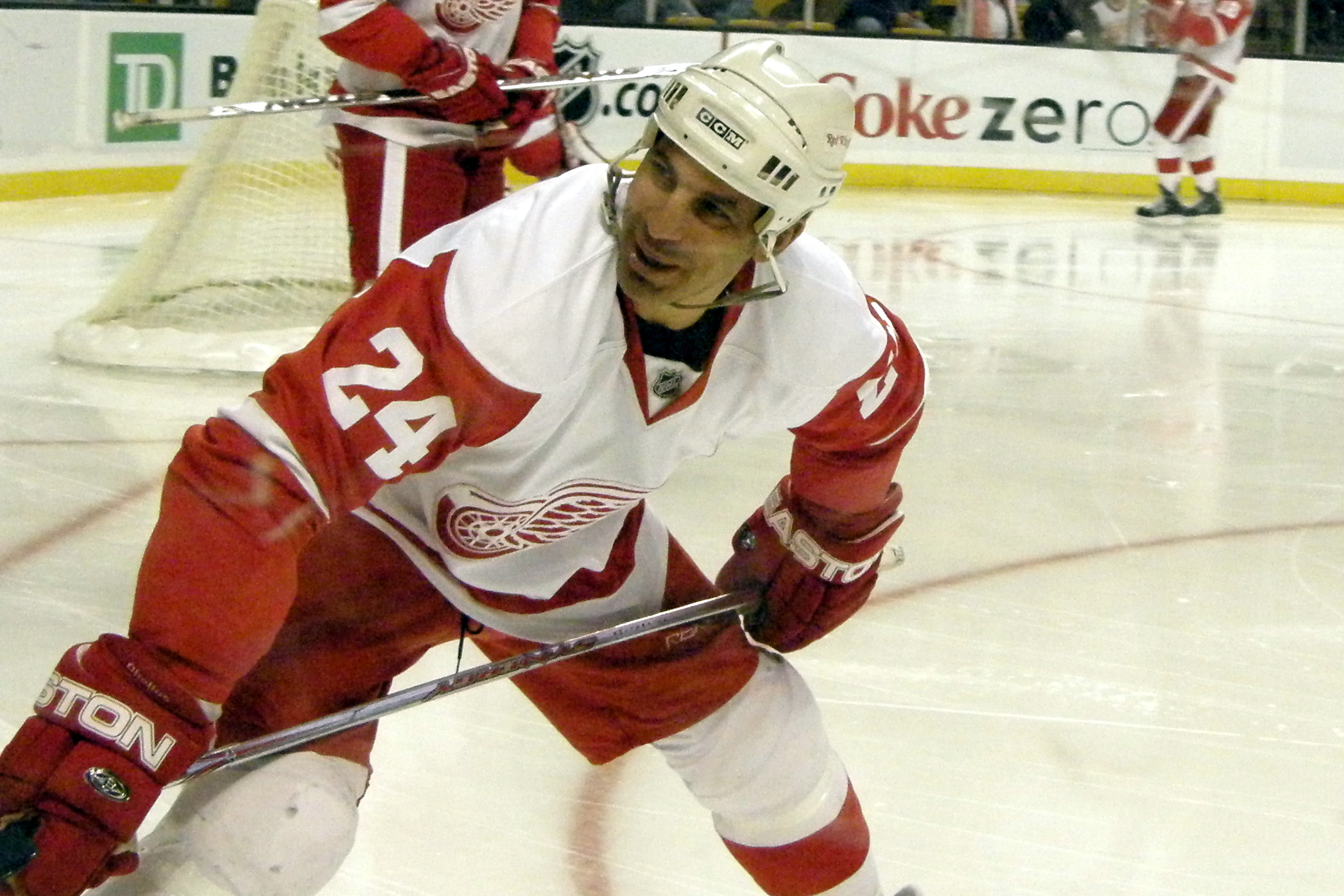
Chris Chelios im Trikot der Detroit Red Wings

Sein Start in Chicago war gut und er konnte in der Saison 1992/93 erneut die James Norris Memorial Trophy gewinnen. Auch schon bevor er 1995 zum Mannschaftskapitän ernannt wurde, war er das Aushängeschild und Gesicht der Blackhawks. Der 37-jährige Chelios war 1999 sicherlich nicht mehr der überragende Spieler, der er Ende der 1980er- bis Mitte der 1990er-Jahre gewesen war, aber er war immer noch in der Lage auch einer guten Mannschaft zu helfen und so holten die Detroit Red Wings ihn 1999 in ihre Reihen. Nach einer ordentlichen Saison 2000/01 zog er sich im November 2001 eine Knieverletzung zu und musste große Teile der Saison 2001/02 pausieren. Er kehrte zu darauf folgenden Saison zurück und konnte 2002 mit den Red Wings seinen zweiten Stanley Cup gewinnen.
Chelios, der im Januar 2007 45 Jahre alt wurde, unterschrieb einen Vertrag bei den Red Wings für die Saison 2006/07. Nach dem Karriereende seines Teamkameraden Steve Yzerman war er der aktive Spieler mit den meisten NHL-Spielen. Am 21. April 2007 im Spiel gegen die Calgary Flames wurde er zum ältesten Verteidiger, dem ein Unterzahltor in den NHL-Playoffs gelang. Nach dem Ende der Saison 2006/07 erhielt Chelios den erstmals verliehenen Mark Messier Leader of the Year Award für seine besonderen Führungsqualitäten. Auch für die Saison 2007/08 unterzeichneten die Detroit Red Wings mit Manager Ken Holland wieder einen Vertrag mit Chris Chelios. Am 8. Januar 2008 wurde Chelios mit 45 Jahren und 348 Tagen zum zweitältesten NHL-Spieler aller Zeiten. Damit hatte er Moe Roberts überholt und nur noch Gordie Howe vor sich, der noch mit 52 Jahren für die Hartford Whalers gespielt hatte. Im gleichen Jahr gewann Chelios mit Detroit zum dritten Mal den Stanley Cup und wurde dabei zum ältesten Stanley-Cup-Sieger der NHL-Historie.
Nachdem er in der Saison 2008/09 nur noch selten für Detroit zum Einsatz gekommen war, wurde sein Vertrag im Sommer 2009 nicht mehr verlängert. Trotz seiner Ankündigung auch mit 47 Jahren noch professionell den Eishockeysport ausüben zu wollen, erhielt er bis August keine Angebote anderer NHL-Mannschaften. Er unterschrieb einen 25-Spiele-Vertrag bei den Chicago Wolves, dem Farmteam der Atlanta Thrashers. Er erfüllte diesen und noch einen weiteren 25-Spiele-Vertrag bei den Wolves und erhielt daraufhin einen Vertrag, der ihm ermöglichte auch bei den Atlanta Thrashers in der NHL zu spielen. Er absolvierte noch sieben Spiele in der NHL, bevor er nach der Saison 2009/10 seine Karriere beendete. Kein Spieler der Ligageschichte absolvierte mehr Spiele als Verteidiger oder Playoff-Partien als Chelios. Im Jahr 2011 wurde er mit der Aufnahme in die United States Hockey Hall of Fame geehrt, zwei Jahre später erfolgte die Aufnahme in die Hockey Hall of Fame.
Im Sommer 2010 kehrte Chelios zu den Detroit Red Wings zurück und war zunächst fünf Jahre lang in der Funktion als Senior Advisor to Hockey Operations tätig. Zur Saison 2015/16 stieg er schließlich ins Trainerteam der Red Wings auf und war seither als Assistenztrainer tätig. In selber Position arbeitete er bei der U20-Junioren-Weltmeisterschaft 2016 für die U20-Auswahl der Vereinigten Staaten. Für die Olympischen Winterspiele 2018 im südkoreanischen Pyeongchang wurde Chelios ebenfalls als Assistenztrainer der US-Herrenauswahl nominiert. Im Dezember 2017 wurde bekannt, dass Chelios zu den sechs Neuaufnahmen in die IIHF Hall of Fame im Jahr 2018 gehört. Nach der Saison 2017/18 endete seine Tätigkeit als Assistenztrainer der Red Wings.
Am 25. Februar 2024 wurde seine Nummer 7 von den Chicago Blackhawks gesperrt und wird somit nicht mehr vergeben.

### International
Chelios vertrat sein Heimatland im Juniorenbereich bei der Junioren-Weltmeisterschaft 1982, wo die US-Amerikaner den sechsten Platz erreichten.
Für die Herrenauswahl nahm der Verteidiger an den Olympischen Winterspielen 1984, 1998, 2002 und 2006 teil. Des Weiteren stand er im Kader bei den Canada Cups 1984, 1987 und 1991 sowie dem Nachfolgewettbewerb World Cup of Hockey in den Jahren 1996 und 2004. Dabei konnte er mit den US-Boys den World Cup of Hockey 1996 gewinnen, nachdem er das Vorgängerturnier 1991 noch auf dem zweiten Rang abgeschlossen hatte. Zudem wurde er ins All-Star-Team des World Cups gewählt. Sechs Jahre später gewann er bei den Olympischen Winterspielen 2002 in Salt Lake City die Silbermedaille und fand sich erneut im All-Star-Team wieder.

## Erfolge und Auszeichnungen
| - 1981 SJHL Best Defenseman - 1982 Broadmoor-Trophy-Gewinn mit der University of Wisconsin–Madison - 1983 Broadmoor-Trophy-Gewinn mit der University of Wisconsin–Madison - 1983 NCAA-Division-I-Championship mit der University of Wisconsin–Madison - 1983 WCHA Second All-Star Team - 1983 NCAA All-Tournament Team - 1985 Teilnahme am NHL All-Star Game - 1985 NHL All-Rookie Team - 1986 Stanley-Cup-Gewinn mit den Canadiens de Montréal - 1987 Teilnahme am Rendez-vous ’87 - 1989 James Norris Memorial Trophy - 1989 NHL First All-Star Team - 1990 Teilnahme am NHL All-Star Game - 1991 Teilnahme am NHL All-Star Game - 1991 NHL Second All-Star Team - 1992 Teilnahme am NHL All-Star Game - 1993 Teilnahme am NHL All-Star Game - 1993 James Norris Memorial Trophy - 1993 NHL First All-Star Team | - 1994 Teilnahme am NHL All-Star Game - 1995 NHL First All-Star Team - 1996 Teilnahme am NHL All-Star Game - 1996 James Norris Memorial Trophy - 1996 NHL First All-Star Team - 1997 Teilnahme am NHL All-Star Game - 1997 NHL Second All-Star Team - 1998 Teilnahme am NHL All-Star Game - 2000 Teilnahme am NHL All-Star Game - 2002 Teilnahme am NHL All-Star Game - 2002 NHL First All-Star Team - 2002 NHL Plus/Minus Award - 2002 Stanley-Cup-Gewinn mit den Detroit Red Wings - 2005 Aufnahme in die Illinois Hockey Hall of Fame - 2007 Mark Messier Leader of the Year Award - 2008 Stanley-Cup-Gewinn mit den Detroit Red Wings - 2011 Aufnahme in die United States Hockey Hall of Fame - 2013 Aufnahme in die Hockey Hall of Fame - 2018 Aufnahme in die IIHF Hall of Fame - 2024 Sperrung der Trikotnummer 7 durch die Chicago Blackhawks |

### International
| - 1991 Silbermedaille beim Canada Cup - 1991 All-Star-Team des Canada Cup - 1996 Goldmedaille beim World Cup of Hockey - 1996 All-Star-Team des World Cup of Hockey | - 2002 Silbermedaille bei den Olympischen Winterspielen - 2002 All-Star-Team der Olympischen Winterspiele - 2002 Bester Verteidiger der Olympischen Winterspiele |

## Karrierestatistik

### International
| Vertrat die USA bei: - Junioren-Weltmeisterschaft 1982 - Olympischen Winterspielen 1984 - Canada Cup 1984 - Canada Cup 1987 - Canada Cup 1991 | - World Cup of Hockey 1996 - Olympischen Winterspielen 1998 - Olympischen Winterspielen 2002 - World Cup of Hockey 2004 - Olympischen Winterspielen 2006 | Vertrat die National Hockey League bei: - Rendez-vous ’87 |

(Legende zur Spielerstatistik: Sp oder GP = absolvierte Spiele; T oder G = erzielte Tore; V oder A = erzielte Assists; Pkt oder Pts = erzielte Scorerpunkte; SM oder PIM = erhaltene Strafminuten; +/− = Plus/Minus-Bilanz; PP = erzielte Überzahltore; SH = erzielte Unterzahltore; GW = erzielte Siegtore; 1 Play-downs/Relegation; Kursiv: Statistik nicht vollständig)

## Sonstiges

### Cheli’s Children’s Foundation
Chelios gründete 1986 eine Stiftung, die Geld für missbrauchte bzw. schwerkranke Kinder sammelt, von 1990 bis 1996 gemeinsam mit Jeremy Roenick, seither wieder alleine. Jährlich finden mehrere Veranstaltungen statt, z. B. das Chris Chelios Charity Golf Classic oder das Chris Chelios Hockey Camp.

### Cheli’s Chili
Chelios besitzt zwei Bars mit dem Namen „Cheli's Chili Bar“. Das erste Lokal eröffnete im Jahr 2003 in Dearborn (Michigan), das zweite 2006 in der Innenstadt von Detroit in einem dreistöckigen Haus. Früher hatte er auch ein Lokal in Chicago, welches aber nach dem Wechsel zu den Red Wings geschlossen wurde.
Am Morgen des 2. Januar 2007 wurden die Restaurant-Managerin und der Koch von „Cheli’s Chili“ im zweiten Geschoss des Hauses erstochen aufgefunden. Die Polizei nahm daraufhin einen 17-jährigen ehemaligen Angestellten fest, dem wenige Monate zuvor gekündigt worden war. Durch die Videoüberwachung in der Bar konnte er identifiziert werden. Am 22. August 2007 wurde der Täter für Mord ersten Grades schuldig gesprochen. Zwei Wochen später wurde sein Strafmaß auf Lebenslänglich ohne Chance auf eine vorzeitige Bewährung festgelegt.